# Chocotto Sister
Chocotto Sister (яп. ちょこッとSister Тёкотто сисута:) — серия манг, написанная Го Дзаппой и проиллюстрированная Сакурой Такэути. Опубликована издательством Hakusensha в журнале Young Animal, суммарно составляет 8 томов. Манга была адаптирована в 24-серийное аниме, созданное на студии Nomad и выпущенное в 2006 году на 8 DVD.

## Сюжет
Харума Кавагоэ в детстве загадал желание, чтобы у него появилась сестрёнка. Однажды к нему в окно постучал Санта Клаус в виде красивой девушки и вручил подарок. Этим подарком была десятилетняя девочка Тёко, которая стала жить у Харумы.

## Персонажи
- Харума Кавагоэ (яп. 川越はるま Kawagoe Haruma) — главный герой, молодой парень, примерно 20 лет. Загадал желание в возрасте 8 лет, чтобы у него появилась сестрёнка. Учится в университете. Роль озвучивает Дайсукэ Хиракава.
- Тёко (яп. ちょこ Choko) — девочка лет 10. С синими волосами. Во всех действиях опирается на розовую книгу. Очень любит своего брата Харуму, что показано в некоторых сериях, когда Харума задерживается после работы. Так, в серии «Проезд» она, ожидая Харуму, простыла, так как уснула за столиком. Розовая книжка была с ней, с момента, когда она была подарена Харуме. В розовой книжке не предусмотрены некоторые ситуации. Некоторая информация совсем не подходит для неё и её возраста. Например, в одной из серий она сквернословит, Харума же спрашивает, откуда она набралась таких слов, она отвечает, что в ней (розовой книжке) так написано. Роль озвучивает Момоко Сайто.
- «Санта» (яп. サンタ) — самопровозглашённый Санта Клаус, дисциплинированная девушка, которая водит летающий мопед с рогом-рулём северного оленя и не имеет время для общения. Она заставляет Харуму подписать документ с силой после вопроса, кем она является. Во второй серии она появляется в кошмаре Харумы, где она забирает Тёко и даёт ему в руки подарочный сертификат. Роль озвучивает Рио Нацуки.
- Аяно Сонодзаки (яп. 園崎綾乃 Sonozaki Ayano) — женщина, работающая в цветочном магазине (её детская мечта была открыть цветочный магазин) «Ciel blue de fleur». Она всё ещё любит Кадзуя, который отменил свадьбу, тем самым отвергнув её. Имеет тёплые чувства к Аяно. Роль озвучивает Саяка Охара.
- Ясуока (яп. 安岡) — сосед Харумы, примерно лет 45—47. На тот момент является безработным, но пытается найти работу. Живёт один, так как его жену и дочь сбили в прошлом, направлявшихся в парк. Тёко встретила его дочку в парке, где она потеряла маму. Тёко дала ей свой шарф, который в результате оказался на могильной плите. Затем, когда Ясаоко отправился на кладбище, он взял этот шарф с собой и дал его же Тёко. Она, по-видимому, догадалась, кого она видела, но не стала говорить. Роль озвучивает Кэнъити Мотидзуки.
- Макото Асирай (яп. 足来真琴 Ashirai Makoto) или Атаками Ариса — молодая девушка, живущая в поместье Цубаки. У неё рыжие волосы, пьёт чуть ли не каждый день, ленива, в 19 серий курила. Частенько из-за лени попрошайничает у соседей еду. Работает моделью, но не даёт знать другим, что она таковой является (об этом рассказано в 19 серии). Роль озвучивает Рика Моринага.
- Хозяйка (яп. 管理人さん Kanrinin-san) — бывшая руководительница поместья Цубаки. Любезная женщина, живущая одна. Решается переехать к сыну и невестке. Она передаёт своей старшей внучке бразды правления поместьем Цубаки. Вдохновляет Тёко на то, чтобы начать вести свой красочный дневник. Имеет также внука и внучку.
- Титосэ Сэрикава (яп. 芹川千歳 Serikawa Chitose) — старшая внучка хозяйки. Хорошая, но застенвивая молодая девушка. Чувствует неуверенность из-за имеющихся очков — в школе подслушала разговор нравящегося ей парня, который её назвал «безобразная девушка с очками». Имеет тёплые чувства к Харуме. Роль озвучивает Каори Мидзухаси.
- Тамами Марумо (яп. 丸茂珠美 Marumo Tamami) — молодая девушка, Харума состоит с ней в одном клубе. Очевидно, у неё есть привычка нанимать Харуму на какую-либо работу, так как с другим человеком что-то всегда приключается. Роль озвучивает: Юки Мацуока.
- Какэру Исида (яп. 石田駆 Ishida Kakeru) — мальчик примерно того же возраста, что и Тёко. По характеру немного бросок, стеснителен. Он работает в общественной ванне и живёт там. Нравится Тёко. Роль озвучивает Юмико Кобаяси.
- Мидори (яп. 翠) — девушка, которая останавливает Тёко в общественной бане. Она девушка твёрдых убеждений. В последней серий показано, что она является «Сантой». Роль озвучивает Юка Кояма.
- Кадзуя Савамори (яп. 沢森一也 Sawamori Kazuya) — молодой человек, который думает об Аяно и иллюстрирует журналы. Ему необходимо переехать в семейную гостиницу, так как его отец умер, а других наследников нет. Поскольку Аяно мечтала об открытии собственного цветочного магазина, он решает не брать её с собой. Это вызвало значительную душевную боль у Аяно. Роль озвучивает Кэн Нарита.
- Юрика Ханаямада (яп. 華山田ゆりか Hanayamada Yurika) — девочка примерно такого же возраста, что и Тёко. Она из богатого семейства, вынуждена брать уроки скрипки, английского языка, балета, к которому она испытывает неприязнь. Очередной раз пытаясь сбежать с уроков, встречается с Тёко и становится её другом. Тёко дала ей прозвище «Юри-пён», к которому она потом привыкла. Испытывает искрение чувства к Какэру, но ему нравится Тёко. Роль озвучивает Риэ Кугимия.

## Список серий аниме
| №  | Заглавие | Трансляция |
| -- | --- | ---------- |
| 1  | The Present is a Little Sis? («Младшая сестра в подарок?») «Purezento wa imouto?» (プレゼントは妹?)                                | 2006-07-12 |
| 2  | The First New Year («С новым годом!») «Hajimete no oshougatsu» (はじめてのお正月)                                                  | 2006-07-19 |
| 3  | The Manager is coming/The new manager has arrived («Приезд управляющей») «Kanrinin-san ga yatte kita» (管理人さんがやってきた)     | 2006-07-26 |
| 4  | Black Valentine's Day («Чёрнов Валентинов день») «Burakku•Barentaindee» (ラック•バレンタインデー)                                  | 2006-08-02 |
| 5  | To Buy a Bra («Покупаем бюстгалтер») «Burajyā wo kai ni» (ブラジャーを買いに)                                                      | 2006-08-09 |
| 6  | Easy-to-Understand Lecture on Public Baths («Обзорная лепта по общественной бане») «Yoku wakaru sento koza» (よくわかる銭湯講座)   | 2006-08-16 |
| 7  | Cheerful, Heartbroken, Depressed («Радость, разбитое сердце, печаль») «Ukiuki, gakkuri, shonbori» (ウキウキ、ガックリ、しょんぼり) | 2006-08-23 |
| 8  | Draft («Проезд») «Sukima kaze» (すきまカゼ)                                                                                        | 2006-08-30 |
| 9  | Buds of Love («Ростки любви») «Koi no tsubomi» (恋のつぼみ)                                                                        | 2006-09-06 |
| 10 | Let's (Go to the) Hot Spring! («Вперёд, на горячие источники») «Let's Onsen!» (Let's 温泉!)                                        | 2006-09-13 |
| 11 | Love, Gone («Любовь уже ушла») «Koi, sarinu» (恋、去りぬ)                                                                          | 2006-09-20 |
| 12 | A Downpour, and then... («Ливень, и после него…») «Doshaburi, soshite――» (どしゃ降り、そして――)                                    | 2006-09-27 |
| 13 | First with Yuri-pyon («Первая встреча с Юри-пён») «Hajimete no Yuri Pyon» (はじめてのゆりぴょん)                                   | 2006-10-04 |
| 14 | Neko-nyan and Brassieres («Кошка и бюстгалтер») «Neko nyan to Burajyā» (ねこにゃんとブラジャー)                                    | 2006-10-11 |
| 15 | At the Pool, JAPUN! («Бассейн JAPUN!») «Pūru DE Japun!» (プールDEじゃぷん!)                                                        | 2006-10-18 |
| 16 | Dokiwaku Summer Festival («Летний фестиваль Докиваку») «Dokiwaku natsumatsuri» (ドキワク夏祭り)                                    | 2006-10-25 |
| 17 | Noisy Tea Party («Шумная чайная вечеринка») «Dotabata tīpātī» (ドタバタ☆ティーパーティー)                                          | 2006-11-01 |
| 18 | Let's Meow-Sing! («Сделаем мяу-мяу») «Let's nyan shingu!» (Let's にゃんシング!)                                                    | 2006-11-08 |
| 19 | The Idol's Melancholy («Меланхолия кумира») «Aidoru no yūutsu» (アイドルの憂鬱)                                                    | 2006-11-15 |
| 20 | My Kitten («Мой котёнок») «Atashi no nyanko» (あたしのにゃんこ)                                                                    | 2006-11-22 |
| 21 | Let's (Go to the) Amusement Park! («Парк развлечений») «Let's yūenchi!» (Let's 遊園地!)                                            | 2006-11-29 |
| 22 | First Master («Первый хозяин») «Hajimete no goshujinsama» (はじめての御主人様)                                                     | 2006-12-06 |
| 23 | Wish («Мечта») «Negai» (願い) | 2006-12-13 |
| 24 | Happy Christmas («Счастливого Рождества») «Happī•kurisumasu» (ハッピー•クリスマス)                                                 | 2006-12-20 |

## Публикации
| № | Дата публикации | ISBN                   |
| - | --------------- | ---------------------- |
| 1 | 2003-12-19      | ISBN 978-4-592-13893-8 |
| 2 | 2004-06-29      | ISBN 978-4-592-13894-5 |
| 3 | 2004-12-20      | ISBN 978-4-592-13895-2 |
| 4 | 2005-06-29      | ISBN 978-4-592-13896-9 |
| 5 | 2006-02-28      | ISBN 978-4-592-13897-6 |
| 6 | 2006-06-29      | ISBN 978-4-592-14346-8 |
| 7 | 2006-11-29      | ISBN 978-4-592-14347-5 |
| 8 | 2007-04-27      | ISBN 978-4-592-14348-2 |